# Médaille pour la Défense de Sébastopol
La médaille pour la Défense de Sébastopol (en russe, Медаль За оборону Севастополя) était une décoration militaire de l'URSS, créée en 1942, pour commémorer le siège de Sébastopol et rendre hommage à ceux qui par leur action militaire ou civile ont contribué à repousser les troupes allemandes. Elle fut créée en même temps que les médailles pour la défense d'Odessa, pour la défense de Leningrad et pour la défense de Stalingrad.

## Historique
La création de la médaille est initiée par le Commissariat du peuple à la Défense de l'URSS et approuvée par le Soviet suprême de l'Union soviétique en automne 1942. Le 24 novembre 1942, un oukase fut rédigé concernant l'émise des médailles, stipulant qu'elles peuvent être décernées à tous les militaires employés à la défense de Sébastopol, pendant la période entre le 30 octobre 1941 jusqu'au 4 juillet 1942, ainsi qu'aux civils qui travaillaient à la construction des lignes de fortification, à la fabrication des munitions et du matériel militaire, à la prévention des incendies lors des bombardements sur la ville, à l'organisation du transport et du service d'approvisionnement, aux soins des blessés et enfants. La date officielle de la création de cette médaille est le 22 décembre 1942. L'auteur du design est Nikolaï Moscalev (ru). En 1995, le recensement a révélé environ 52 540 personnes décorées.

## Description
Médaille en laiton de forme ronde de 32 mm de diamètre. Sur l'avers se trouve un champ rond en relief de 22 mm de diamètre, avec le profil d'un marin en casquette et d'un soldat en casque de combat, en relief également. La légende gravée circulairement sur le bord en haut Pour la défense de Sébastopol, avec une étoile au milieu, et en bas la patte d'une ancre en exergue. Au verso, le symbole de faucille et marteau sous lequel l'inscription Pour notre patrie soviétique (За нашу Советскую Родину!). Une maille relie la médaille au ruban de soie moirée couleur olive de 24 mm de large avec une rayure bleu marine de 2 mm au centre. Sur le revers du ruban une épingle est fixée afin de maintenir la décoration au vêtement.

## Port de la médaille
La décoration se porte épinglée sur le côté gauche du vêtement. Parmi d'autres médailles elle se place à droite de la médaille pour la défense de Stalingrad.